# Chung Won-shik
Chung Won-shik (ur. 5 sierpnia 1928 w Seulu, zm. 12 kwietnia 2020 tamże) – południowokoreański pisarz, nauczyciel, żołnierz, polityk, premier Korei Południowej.

## Życiorys
W latach 1951–1955 Chung służył jako oficer w armii Korei Południowej. Następnie pracował jako profesor Uniwersytetu Narodowego w Seulu. Podczas swojej kadencji jako minister edukacji zyskał reputację twardego. 24 maja 1991 został mianowany premierem przez prezydenta Roh Tae-woo. 8 lipca 1991 został mianowany premierem Korei Południowej. Był jednym z trzech kandydatów na burmistrza Seulu w 1995 roku. Zmarł na nefropatię.